# Claude Guillaumot de la Bergerie
Claude Guillaumot de la Bergerie (* 1658 in Vaux Jaucourt; † 3. August 1743 in Hannover) war ein französisch-kurhannoverscher Hofprediger und Pfarrer der französisch-reformierten Gemeinde in Hannover.

## Leben
Claude Guillaumot begann sein theologisches Studium 1682 an der protestantischen Académie de Die. 1683 setzte er das Studium an der theologischen Fakultät der Académie de Genève, wie sich zu dieser Zeit die Universität in Genf nannte, fort. Sie war 1559 von Johannes Calvin gegründet worden und sehr angesehen. Ein oder zwei Jahre später übersiedelte er nach Heidelberg, wo er seine Studien 1687 an theologischen Fakultät der Universität abschloss. Ab 1689 war er Feldprediger bei der brandenburgischen Leibgarde der Musketiere, deren oberster Dienstherr Friedrich III. Markgraf von Brandenburg, der spätere König Friedrich I. von Preußen war, der in zweiter Ehe Sophie Charlotte von Hannover geheiratet hatte. Sie vermittelte Guillaumot 1692 als Pfarrer an den Hof ihrer Mutter Sophie Herzogin zu Braunschweig und Lüneburg und Kurfürstin von Braunschweig-Lüneburg. Nachdem die Hugenotten ihre französisch-reformierte Gemeinde 1697 in Hannover gegründet hatten, wurde er am 16. Dezember 1702 Pfarrer an deren Kirche. Er behielt das Amt bis zu seinem Tode 1743 inne. Unter ihm erlebte die hannoversche Hugenottengemeinde ihre Blütezeit.
Der Vater Théodore Guillaumot de la Bergerie war Sekretär des Prinzen von Condé gewesen. Seine Mutter Marie Thaurois heiratete nach dem Tode ihres Mannes um 1668 Etienne Jordan des Traverses. Claude Guillaumot war in zweiter Ehe mit der Kammerfrau Ester Graton (1665–1737) verheiratet. Eine Tochter hieß Louise und war mit Bernhard Texier verheiratet.